# Marand (shahrestan)
Marand (persiska: شهرستان مرند, Shahrestān-e Marand, مرند) är en delprovins (shahrestan) i Iran.   Den ligger i provinsen Östazarbaijan, i den nordvästra delen av landet, 600 km nordväst om huvudstaden Teheran.
Delprovinsen hade 244 971 invånare 2016.
Följande samhällen finns i Marand:
- Marand
- Mīāb
- Mīzāb